# Singa (fósil)
Singa es el nombre de una calvaria fósil de Homo sapiens de una antigüedad de 133 000, encontrado en  la localidad del mismo nombre (Sudán) en 1924 y descrito por Arthur Smith Woodward en una publicación de 1938.